# Issiglio
Issiglio is een gemeente in de Italiaanse provincie Turijn (regio Piëmont) en telt 414 inwoners (31-12-2004). De oppervlakte bedraagt 5,6 km², de bevolkingsdichtheid is 74 inwoners per km².

## Demografie
Issiglio telt ongeveer 198 huishoudens. Het aantal inwoners daalde in de periode 1991-2001 met 7,6% volgens cijfers uit de tienjaarlijkse volkstellingen van ISTAT.
| Jaar | Inwoneraantal |
| ---- | ------------- |
| 1991 | 435           |
| 2001 | 402           |

## Geografie
Issiglio grenst aan de volgende gemeenten: Castellamonte, Alice Superiore, Rueglio, Vistrorio, Vidracco.
1. ↑  https://demo.istat.it/?l=it.